# هنري فاهل
هنري فاهل (بالألمانية: Henry Vahl)‏ (و. 1897 – 1977 م) هو ممثل مسرحي، وممثل أفلام ألماني، ولد في شترالزوند، توفي في هامبورغ، عن عمر يناهز 80 عاماً.

## وصلات خارجية
- هنري فاهل على موقع IMDb (الإنجليزية)
- هنري فاهل على موقع مونزينجر (الألمانية)
- هنري فاهل على موقع ميوزك برينز (الإنجليزية)
- هنري فاهل على موقع ديسكوغز (الإنجليزية)
- هنري فاهل على موقع قاعدة بيانات الفيلم (الإنجليزية)
- هنري فاهل على موقع كينوبويسك (الروسية)

- هنري فاهل في قاعدة بيانات الأفلام على الإنترنت